# Un supervivent a Varsòvia (Schönberg)
Un supervivent de Varsòvia, op.46, és una obra que va compondre Arnold Schönberg l'any 1947 en honor dels jueus víctimes de l'Alemanya nazi. Es tracta d'una cantata escrita per a narrador, cor d'homes i orquestra que va ser estrenada el 4 de novembre de 1948 a la Universitat de Nuevo México, a Albuquerque, sota la batuta del director Kurt Frederick.

## Context
Schönberg va escriure aquesta obra dos anys després de finalitzar la Segona Guerra Mundial i ho va fer des de Califòrnia, ja que va ser un dels molts jueus alemanys i austríacs que es varen veure obligats a exiliar-se als Estats Units degut a la persecució i extermini dels jueus amb la pujada de Hitler al poder i la instauració del règim nazi.
Així, l'obra va ser estrenada just després que acabés la guerra i això ens situa en un context de desolació pels testimonis tan atroços que acabaven d'ocórrer, amb una commoció general per totes les pèrdues. Va ser en aquest context on el compositor va voler deixar testimoni dels fets que el van afectar profundament.

## Creació de l'obra
Schönberg va decidir compondre una obra en homenatge a totes les víctimes del genocidi Nazi que inclouria la pregària hebrea mencionada abans, i l'escriuria en només 13 dies. Segons Michael Strasser: " Un supervivent de Varsòvia es pot considerar com un testament musical i literari de la seva pròpia lluita espiritual - una paràbola personal de la seva experiència com a jueu".
Encara que Schönberg era d'origen jueu, no estava massa familiaritzat amb els texts hebreus ni amb la pràctica de la religió, de fet es va convertir al luteranisme quan tenia 18 anys, però va tornar al judaisme al 1933 no tant per creença en la religió sinó per mostrar el seu descontent i rebuig cap als nazis. En aquest aspecte, va comptar amb l'ajuda del rabí Jacob Sonderling, que el va ajudar en la transcripció fonètica del text hebreu que canta el cor al final.
La idea de crear una obra en representació dels jueus també va venir motivada per Corinne Chochem, una ballarina russa que programava ballets jueus al Nova York dels anys 30 i contribuïa de forma activa en la promoció de la cultura jueva. En les cartes que es varen enviar, on Schönberg li va proposant les idees que té, es veu reflectit el procés creatiu de l'obra. Acaba, a través d'un narrador, que és el supervivent, formant l'escenografia d'un gueto jueu on al final de la narració es canta el Shemà Israel, que és una de les principals pregàries jueves, símbol del poble jueu.Segons Amy Lynn Wlodarski "Un supervivent de Varsòvia és una peça disputada, "alabada" i denunciada per les seves representacions de l'Holocaust".
D'aquesta forma Schönberg visibilitza la repressió i la brutal aniquilació que va sofrir la major part de la població jueva d'Europa, "Una crònica del terror i de l'abús de poder dels nazis, Un supervivent de Varsòvia conta els efectes de la victimització i la deshumanització dels jueus als camps de concentració en una narrativa comprimida en minuts".

## Estrena
Principalment, aquesta obra va ser encarregada formalment per Serge Koussevitzky per estrenar-la amb la Filarmònica de Los Angeles, però quan Kurts Frederick va sebre de l'existència d'aquesta peça va demanar per estrenar-la ell, ja que també era un jueu alemany que va haver d'emigrar com Schönberg, i tant el compositor com Serge Koussevitzky varen acceptar el seu desig.
Així, l'obra va ser estrenada el 8 de novembre de 1948 a la Universitat de Nuevo México sota la direcció de Kurt Frederick, per una orquestra que el mateix Frederick defineix com a amateur en una carta que li va enviar a Schönberg, en forma d'agraïment després de l'estrena. L'orquestra estava composta per metges, advocats, estudiants d'universitat, etc; i per un cor d'homes que van haver de recórrer 120 milles de distància per arribar a la ciutat d'estrena de l'obra.
L'estrena de la peça va ser tot un èxit per l'impacte emocional i sorprenent que va generar en els espectadors, i que ha perdurat en el temps. Però no només el públic va quedar entusiasmat, si no que a la carta que escriu Frederick a Schönberg es descriu el gran entusiasme amb el qual, tant ell com els músics, havien estudiat les seves partitures i havien tocat l'obra. Fins i tot arriba a dir que dubta que en organitzacions professionals es pugui arribar a tal grau de devoció.

## Anàlisi
La cantata per a narrador, orquestra i cor masculí consta de 99 compassos a 4/4 a una velocitat de 80 la negra, encara que l'agògica va variant constantment. S'han duit a terme posteriors anàlisis contemporanies de l'obra, com la de Richard S. Hill, que analitza l'ús de les sèries de dotze sons degut a la naturalesa dodecafònica de la peça. Així, Richard S. Hill estableix que la sèrie dodecafònica principal és la que es mostra a la imatge, que es divideix, com és habitual en la tècnica dodecafònica, en dos hexacords, és a dir ambdues files de sis notes.

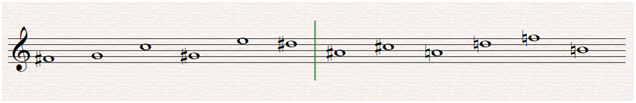
Sèrie dodecafònica principal a Un supervivent de Varsòvia.

Podem veure com al llarg de l'obra els dos hexacords, que conformen la sèrie dodecafònica bàsica establerta per Richard S. Hill, apareixen en diferents transposicions, inversions i retrogradacions. Per exemple, del compàs 95 al 97, en la tercera secció de l'obra on canta el cor, apareix el primer hexacord de la sèrie dodecafònica principal: F#-G-C-G#-E-D#. Formalment, podem dividir l'obra en tres grans parts: una primera secció instrumental, una segona secció protagonitzada pel narrador i una darrera secció on entra el cor d'homes cantant el Shemà Israel.

### 1. Introducció instrumental
Aquesta primera secció va des del principi de l'obra fins al compàs 12, que és quan s'introdueix el narrador. Ja a l'inici, la trompeta 1 crida la nostra atenció amb un motiu molt clar de quatre notes que corresponen exactament a les quatre primeres notes del primer hexacord de la sèrie dodecafònica principal explicada abans, a la vegada que els violins completen el primer hexacord tocant les dues notes restants. Immediatament després, respon la trompeta 2 amb el mateix motiu però reordenant les notes del segon hexacord, aquesta vegada són els contrabaixos els que realitzen les dues notes que completen el segon hexacord; aquest motiu tornarà a aparèixer al llarg de l'obra. Així, veim que ja a l'inici s'han introduït les dotze notes que constitueixen la sèrie dodecafònica en la qual es basa l'obra i s'ha complit el requisit d'utilitzar les dotzes notes que conformen l'escala cromàtica temperada occidental abans de repetir cap nota.
Referent a aquesta secció, Schönberg juga molt amb la tímbrica dels diferents instruments, indicant diferents tècniques instrumentals, com el frullato en els instruments de vent o el col legno en els instruments de corda. Explota molt els efectes sonors, introduint també instruments de percussió i creant unes dinàmiques molt contrastants entre els diferents instruments, tot dins una gran complexitat rítmica.

### 2. Secció narració
La part del narrador està escrita en un estil de recitació anomenat Sprechgesang, on la partitura especifica una altura relativa i un ritme que el narrador ha de seguir. Però sempre des d'un registre parlat, ja que per Schönberg era molt important que l'intèrpret no cantés. Referent al text, Schönberg va transcriure el Shemà Yisrael que li va proporcionar Rabbi Jacob Sonderling. En declaracions posteriors s'ha posat de manifest que hi ha alguns errors en la transcripció i adaptació del text perquè no dominava l'hebreu.
En aquesta secció, que es troba entre els compassos 12 i 80, trobam el motiu introduït al principi per les trompetes, que es va repetint com una constant al llarg de l'obra, encara que de forma invertida. Al compàs 25, la trompeta torna a tocar les quatre primeres notes del primer hexacord de la sèrie principal com a l'inici, però aquesta vegada contesta la flauta al compàs 26. Al compàs 31-32, apareix una altra vegada el motiu presentat dues vegades per la trompeta i la trompa, realitzant una mena de diàleg entre els dos instruments que dona molt èmfasi al motiu, on la trompeta exposa el motiu original del primer hexacord i la trompa el motiu del segon hexacord amb qualque variació. Immediatament després, al compàs 33-34, els violoncels i els contrabaixos fan sonar el motiu seguits de la flauta, l'oboè i el clarinet amb resposta de violins i violes, encara que aquesta vegada el motiu està transposat. Referent al tempo, podem veure que va canviant constantment al llarg de la secció, amb la intenció d'emfatitzar els moments de més tensió.
En aquest moment ens trobam amb un punt clau de l'obra on s'acumula tota la tensió que s'ha anat creant fins ara i que culmina quan el narrador crida "How could you sleep?". Just després, és quan començam a escoltar el motiu d'un instrument a l'altre i el narrador recita "The trumpets again...". Podem entendre que el motiu pretén representar les trompetes que sonaven quan s'apropaven els soldats, signe que qualque fet horrible anava a passar. Així, veim com el text i la música van íntimament lligats amb l'objectiu d'evocar la imatge del camp de concentració a les ments dels oients, que visquin el que va sentir el supervivent de Varsòvia.

A partir d'aquí, quan els presoners surten sota les ordres del general, aquest ordena als seus soldats que els colpegin, sense discriminar vells o malalts, i el protagonista es queda inconscient. Quan desperta sent "They are all dead!", es queda a un costat immòbil mentres el general ordena que comptin els cadàvers, cada vegada conten més de pressa i "finalment sona com una estampida de cavalls salvatges i, enmig d'ella, varen començar a cantar el Shemà Yisroel", el credo oblidat al qual es refereix al principi del text. Aquest punt de l'obra és el més impactant, amb una gran càrrega emotiva, tota la tensió acumulada al llarg de l'obra culmina en aquest punt, on el cor masculí comença a cantar la pregària jueva a l'uníson com un símbol de llibertat.
"I cannot remember everything. I must have been unconscious most of the time. I remember only the grandiose moment when they all started to sing, as if prearranged, the old prayer they had neglected for so many years - the forgotten creed! But I have no recollection how I got underground to live in the sewers of Warsaw for so long a time. The day began as usual: Reveille when it still was dark. "Get out!" Whether you slept or whether worries kept you awake the whole night. You had been separated from your children, from your wife, from your parents. You don't know what happened to them... How could you sleep?. The trumpets again - "Get out! The sergeant will be furious!" They came out; some very slowly, the old ones, the sick ones; some with nervous agility. They fear the sergeant. They hurry as much as they can. In vain! Much too much noise, much too much commotion! And not fast enough! The Feldwebel shouts: "Achtung! Stilljestanden! Na wird's mal! Oder soll ich mit dem Jewehrkolben nachhelfen? Na jut; wenn ihrs durchaus haben wollt!" The sergeant and his subordinates hit (everyone): young or old, (strong or sick), quiet, guilty or innocent ... It was painful to hear them groaning and moaning. I heard it though I had been hit very hard, so hard that I could not help falling down. We all on the (ground) who could not stand up were (then) beaten over the head... I must have been unconscious. The next thing I heard was a soldier saying: "They are all dead!" Whereupon the sergeant ordered to do away with us. There I lay aside half conscious. I had become very still - fear and pain. Then I heard the sergeant shouting: „Abzählen!“. They start slowly and irregularly: one, two, three, four - "Achtung!" The sergeant shouted again, "Rascher! Nochmals von vorn anfange! In einer Minute will ich wissen, wieviele ich zur Gaskammer abliefere! Abzählen!“. They began again, first slowly: one, two, three, four, became faster and faster, so fast that it finally sounded like a stampede of wild horses, and (all) of a sudden, in the middle of it, they began singing the Shema Yisroel."

### 3. Shemà Israel
Aquesta darrera secció, que es comprèn entre els compassos 80 i 99, correspon al cant unificat del Shemà Israel, on s'aconsella al poble d'Israel que no oblidi que el seu Déu és un ser unificat i indivisible que ha de ser estimat i honrat. El cor masculí interpreta el cant a l'uníson, on podem trobar que la melodia segueix la sèrie dodecafònica exposada al principi. Així, del compàs 80 al 84, que correspon amb l'inici del cant, trobam la transposició completa quatre semitons per damunt de la sèrie dodecafònica principal. Per altra banda, del compàs 95 al 97, apareix el primer hexacord de la sèrie dodecafònica principal: F#-G-C-G#-E-D#, encara que aquesta vegada amb un ritme i motiu diferent.
Pel que fa a l'orquestra, és interessant destacar que el trombó fa la mateixa melodia que el cor quasi tota la secció, a l'uníson, mentres la resta de l'orquestra va intensificant l'emoció del cor, segueixen anant íntimament lligats i torna a jugar amb les tímbriques dels instruments. Generalment, tota la secció es manté amb una dinàmica forta, per emfatitzar la culminació de tota l'obra; és un moment de molta tensió i on el cant ferm de tantes veus evoca la idea de llibertat. Encara que hagin acabat amb les seves vides, la força d'un poble reprimit no ha mort amb ells, ha romàs en forma d'himne com un crit a la llibertat. Això reflecteix molt bé les intencions de Schönberg, que va immortalitzar en una carta destinada a Kurt List:
"Now, what the text of the Survivor means to me: It means at first a warning to all Jews, never to forget what has been done to us, never to forget that even people who did not do it themselves, agreed with them and many of them found it necessary to treat us this way. We should never forget this, even if such things have not been done in the manner in which I describe in the Survivor. This does not matter. The main thing is, that I saw it in my imagination"

## Recepció
L'obra de Schönberg, en commemoració de l'Holocaust, no va deixar indiferent a ningú i va ser la protagonista de molts debats ètics i estètics. Així, figures com el musicòleg Alexander Ringer va dir d'ella que "Arnold Schoenberg poured all his sorrow and the full measure of his Jewish pride into a unique mini-drama, a relentless crescendo from beginning to end of unmitigated horror defeated by unyielding faith, that paean to Jewish suffering. A Survivor from Warsaw . . . [in which] virtually all of Arno Nadel's criteria for a genuinely Jewish musical intonation combine in a dodecaphonic public exhortation".
Per altra banda, David Schiller va argumentar que la unitat dodecafònica lliga l'estructura musical de l'obra amb unes idees cosmològiques, diu que “Schoenberg’s own mystical conception of musical unity accords with the Shema’s proclamation of the unity of God”. Referent a un altre aspecte, David Liebermann va dir que la utilització de la tècnica dodecafònica al Shema Yisroel és una prova que Schönberg "had rewritten his will (and withdrawn)from German music the right to inherit that which he considered his most enduring legacy and which he had developed specifically for the benefit of German music: the method of composing with twelve tones related only to one another.”